# 江村林香
江村林香（えむら りか 本名・中山理加（なかやま りか）、1968年2月25日 - ）は埼玉県出身の実業家。エアトランセ社長。

## 人物
1988年、東洋大学短期大学卒業後、キャブステーションという小さな会社に就職、1996年に26歳で取締役に就任、その後、音楽家派遣事業会社、バス・タクシー手配会社、ハイヤー会社を設立した。
2000年に東京ドームを借り切ってグラウンドで結婚式をあげた。
2004年8月にそれまでのすべての役職を辞めてエアァシェンペクスを引き継ぎ日本初の女性航空会社社長となりせ、「エアトランセ」として2005年3月に函館空港-帯広空港間の定期便を就航し同年8月には新千歳空港経由便の運航も開始した。宣伝用ポスターに夫婦そろって登場したこともあった。
娘の中山そら・愛海は家庭教師事業「ハイカテ」を起業しそれぞれ社長・副社長を担当している。

## 経歴
- 1968年 - 埼玉県大宮市（現：さいたま市）で生まれる。
- 1988年 - 東洋大学短期大学を卒業。
- 1988年 - キャブステーションを設立。
- 2000年 - エルパを設立。
- 2002年 - ヒューマンビークルを設立。また、起業塾「にわとりの頭の学校」を設立。
- 2005年8月 - エアトランセ社長就任。

## テレビ番組
- 日経スペシャル ガイアの夜明け 大空の革新者たち ～航空ベンチャーに勝算あり～（2006年3月21日、テレビ東京）[8]。- 女性社長が挑む地方路線革命を取材。

## 主著
- 『まずは小さな世界で1番になる』（2006年3月20日、かんき出版）ISBN 9784761263195